# غرب نروژ
غرب نروژ (به انگلیسی:  Western Norway ـ با استان وستلند اشتباه نشود! ) یک منطقه در نروژ است که در غرب این کشور واقع شده‌است.
غرب نروژ یک اصطلاح عادی و نامی رایج، برای یک منطقه از کشور نروژ است؛ که شامل استان های روگالاند ، استان  وستلند که اخیراً در سال ۲۰۲۰ میلادی تأسیس شده؛ و استان سابق موره او رومسدال می شود. غرب نروژ طبق تعریف عام، ۵۷۶۰۳  کیلومتر مربع مساحت دارد که ۱۷.۸ درصد از مساحت نروژ را شامل می شود.  این منطقه دارای ۱.۳۸۷.۰۱۰ نفر  جمعیت است؛ که معادل ۲۵.۷ درصد از جمعیت این کشور در سال ۲۰۲۱ میلادی است.  منطقهٔ غرب نروژ، از نظر مساحت، سومین منطقه، از پنج قسمت نروژ و از نظر جمعیت دومین منطقهٔ  بزرگ کشور نروژ است.

## خصوصیات
نروژ غربی ۵۸٬۵۸۲ کیلومترمربع مساحت دارد.

## شهرستان‌ها
| نماد  | شهرستان        | مرکز      | بزرگترین شهرستان | جمعیت (۲۰۱۰) | مساحت (کیلومتر2) | تراکم          | زبان     |
| ----- | -------------- | --------- | ---------------- | ------------ | ---------------- | -------------- | -------- |
|       | هوردالاند      | برگن      | برگن             | ۵٬۹۹۴۰۰      | ۱۵٬۴۴۰           | ۳۱٬۱۳          | نروژی نو |
|       | روگالاند       | استاوانگر | استاوانگر        | ۵٬۷۲۴۰۰      | ۹٬۳۷۷            | ۴۶٬۰۷          | بوکمل    |
|       | مور او رومسدال | مولدا     | السوند           | ۳٬۰۱۳۰۰      | ۱۵٬۱۲۱           | ۱۶٬۷۱          | نروژی نو |
|       | سون اوگ فوردان | Leikanger | فورده            | ۱٬۲۳۷۰۰      | ۱۸٬۶۲۲           | ۵٬۷۷           | نروژی نو |
| مجموع |                |           |                  | ۱۵٬۹۶۷۰۰     | ۵۸٬۵۶۰ کیلومتر2  | ۲۱٬۷۳/کیلومتر2 |          |